# Japanskt smultron
Japanskt smultron (Fragaria nipponica ) är en art i familjen rosväxter, som växer naturligt i Korea, på Kurilerna och Japan. Det odlas i Sverige som prydnad i trädgårdar. Arten har i Sverige förväxlats med Fragaria iinumae, men den arten har alltid fler än fem kronblad.